# Martynas Mažvydas

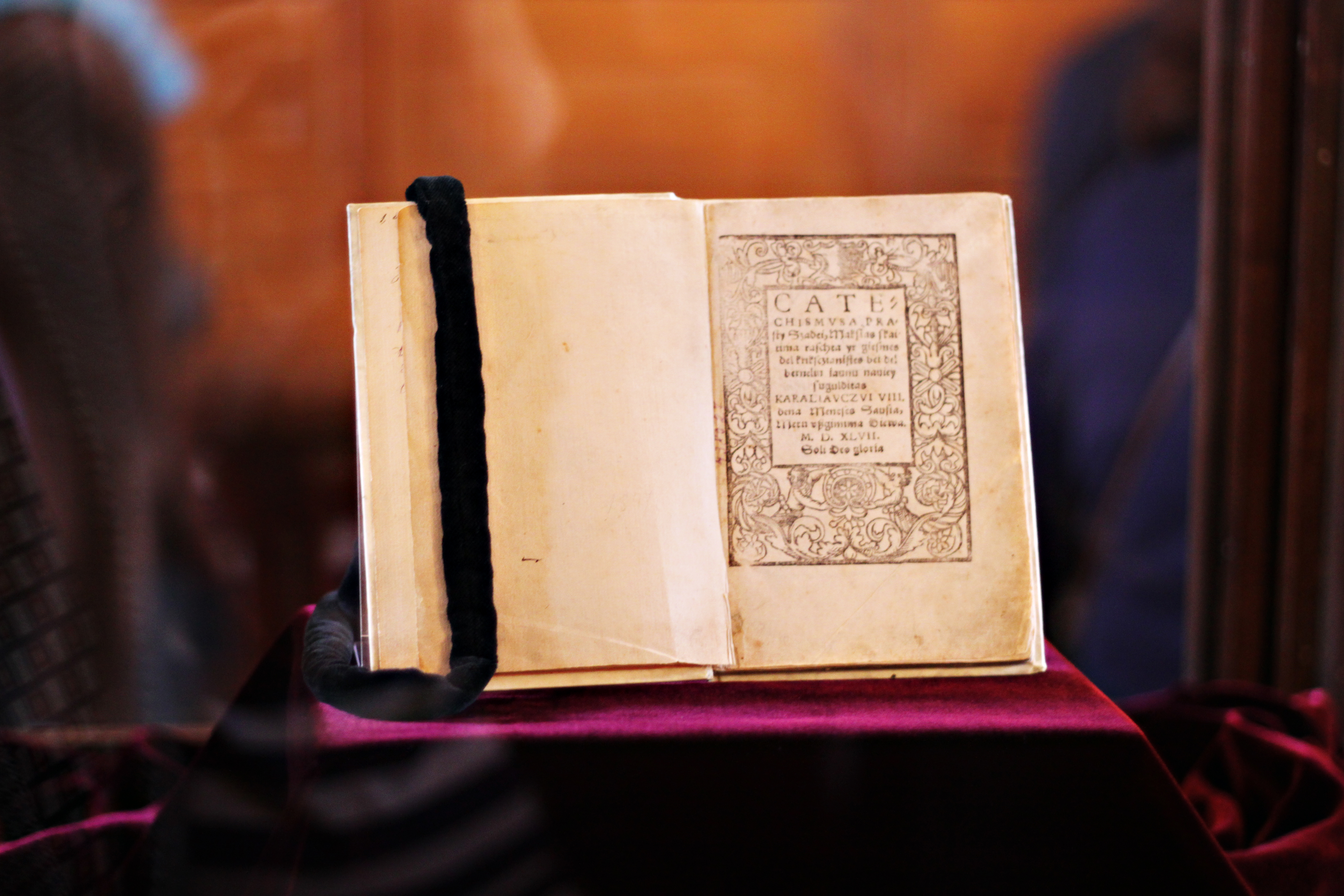
Egzemplarz Katechizmu

Martynas Mažvydas, Marcin Mażwidas (ur. ok. 1510-1520, zm. 21 maja 1563 na Małej Litwie) – litewski pisarz, autor pierwszej litewskiej książki wydanej drukiem – Katechizmu.

## Życiorys
Urodził się w zachodniej Żmudzi. Od dzieciństwa był współpracownikiem reformacji. W latach 1539–1542 nauczał w wileńskiej kolegii protestanckiej założonej przez Abrahama Kulwiecia w centrum starego miasta. Po jej zamknięciu Marcin Mażwidas był prześladowany przez władzę wyższą kościoła katolickiego i prawdopodobnie więziony. 8 czerwca 1546 roku pojechał do Królewca, przyjmując zaproszenie księcia Prus Albrechta Hohenzollerna. W tym samym roku wstąpił na uniwersytet w Królewcu. Tam, wspierany przez księcia Prus, studiował teologię. Na początku studiów, w 1547 roku, Marcin Mażwidas oddał do druku Katechizm, dzięki któremu wszedł do historii. Do dziś ocalały jedynie dwie kopie, które znajdują się w Bibliotece Uniwersytetu Wileńskiego oraz Bibliotece Uniwersytetu Mikołaja Kopernika w Toruniu. Studia ukończył w 1548 roku. Od 1549 roku do śmierci 21 maja 1563 roku był kapłanem ewangelickim w luterańskim kościele w miejscowości Ragainė, w późniejszych latach uzyskując godność arcykapłana.

## Upamiętnienie
W Kłajpedzie przy ulicy Daukantas został założony park rzeźb, który później nazwano imieniem Marcina Mażwidasa. Także w Kłajpedzie na placu Lietuvininikai znajduje się pomnik Mažvydasa wzniesiony w 1997 roku, którego autorem jest R. Midvikis. Koło portu morskiego jest przejście dla pieszych nazwane jego imieniem.
Imię Marcina Mażwidasa nosi Litewska Biblioteka Narodowa w Wilnie.